# Ron Weasley
Ronald "Ron" Bilius Weasley (* 1. ožujka 1980.) književni je lik iz serije romana o Harryju Potteru književnice J.K.Rowling. U filmu ga portretira Rupert Grint.
Ima crvenu kosu, glavni znak raspoznavanja obitelji Weasley, i plave oči. Opisan je kao visok i mršav s pjegicama, dugim nosom te velikim stopalima. Ron je učenik u Hogwartsu iz doma Gryffindora i najbolji je prijatelj Harryja Pottera i Hermione Granger. Ima važnu ulogu u mnogim Harryjevim avanturama, te je bio u početku jedan od rijetkih koji je Harryju odmah vjerovao da se Lord Voldemort vratio i kasnije se Harryjem i Hermionom uputio uništiti preostale horkrukse. U gryffindorskoj metlobojskoj ekipi igra na mjestu vratara. Mora nositi odjeću starije braće jer njegova obitelj nema dovoljno novaca da bi mu kupila nove pelerine.
Ron je u knjigama opisan kao jedan od najduhovitijih likova. Većina njegovih razgovora s drugim likovima prožeta je duhovitim upadicama. Želi popularnost kakvu ima Harry, te ponekad pokazuje blagu ljubomoru prema Harryju i njegovoj slavi. Spisateljica nam je dala znakove koji ukazuju na to da je Ron zaljubljen u Hermionu, iako to on sam dugo nije priznao. Bio je sav izvan sebe od ljubomore kada je Hermiona otišla na Božićni bal s Viktorom Krumom. U šestom romanu, Harry Potter i Princ miješane krvi, bio je u vezi s Lavender Brown, ali uglavnom samo zato da bi kod Hermione izazvao ljubomoru. Na prvoj godini, u Harryju Potteru i Kamenu mudraca, u zrcalu Erised (zrcalu koje pokazuje najveće želje svake osobe) ugledao je sebe kao glavnog prefekta i kapetana metlobojske ekipe. U rukama je držao Međudomski i metlobojski pokal.
Ron je u školi sličnog uspjeha kao i Harry. Prosječan je učenik s ponekom ocjenom Iznad očekivanja. Najuspješniji je bio u predmetima Obrana od mračnih sila i Skrbi za magična stvorenja, dok su mu predmeti Preobrazba i Čarobni napitci zadavali mnogo problema. Na petoj je godini postao prefekt, što nije očekivao. Iste je godine postao i igrač gryffindorske metlobojske ekipe i igrao je na mjestu vratara. Odličan je igrač, a jedini je mogući problem što je podložan utjecaju navijača. Ako ga navijači izviždaju, zbuni se i počne griješiti, što pokazuje manjak samopouzdanja.
Njemu se oduvijek sviđala Hermiona. Kada je odrastao s njom je imao dvoje djece. Kćer Rose Weasley te sina imenom Hugo Weasley.
Rona u filmovima glumi Rupert Grint.

## Obitelj
Ronald Weasley sin je Arthura i Molly Weasley. On je šesto od ukupno sedmero djece i najmlađi sin. Odrastao je u obiteljskoj kući, Jazbini, u blizini sela Ottery St. Catchpole u Devonu. Ron ima petoricu starije braće, Charlieja, Billa, Percyja, blizance Freda i Georgea i mlađu sestru Ginny. 
Iako je obitelj Weasley stara i dobro poznata čistokrvna čarobnjačka obitelj i Ronov je otac šef Ureda za otkrivanje i zapljenu lažnih obrambenih čarolija i zaštitnih predmeta pri Ministarstvu magije, obitelj je siromašna. Ron je posebno svjestan i frustriran obiteljskim siromaštvom; njegovi ga neprijatelji u školi zadirkuju zbog nedostatka novca.